# Castello di Santimento
Il castello di Sant'Imento o di Santimento è un castello situato nell'omonima frazione del comune italiano di Rottofreno, in provincia di Piacenza. L'edificio si trova in aperta pianura Padana, non lontano dal corso del fiume Po.

## Storia
Il castello venne costruito nel corso del XIII secolo: l'edificio venne citato per la prima volta in un documento risalente al 1291, anno in cui iniziarono anche i lavori per la costruzione della locale chiesa finanziati dai ricchi mercanti Giovanni e Umberto Palmieri che figuravano anche come proprietari del fortilizio. Nel 1299 il castello, insieme ad alcune terre ad esso pertinenti, diventò di proprietà di Alberto Scotti a mezzo di pagamento per un credito goduto nei confronti dei Palmieri. Successivamente lo Scotti lo cedette a Giovanni Scotti, figlio di Rinaldo, in cambio di 2 500 lire.
Nel 1303 Alberto Scotti negoziò per conto del parente un complesso scambio di proprietà con il vescovo di Piacenza Alberico che prevedeva che la rocca di Varsi e le relative possessioni fossero scambiate con il castello di Santimento, inclusi alcuni terreni di sua pertinenza per un'estensione complessiva di 3 000 pertiche piacentine, di molte regioni di decime, di alcuni vassallaggi e delle ville di Troia, Soprarivo, Calendasco e Rottofreno. Il contratto prevedeva anche la rinuncia al patronato vantato sulla chiesa parrocchiale di Santimento.
Nel 1313 mercenari al soldo del futuro signore di Milano Galeazzo I Visconti razziarono il paese e il castello dopo aver occupato Piacenza al termine di un'azione contro la locale fazione guelfa. Nel 1372, nell'ambito della guerra tra il papato e il Ducato di Milano visconteo il castello di Santimento, in quel momento controllato dalla famiglia Arcelli, si ribellò ai suoi proprietari schierandosi sul fronte che appoggiava il pontefice. Nel 1392 il feudo di Santimento era di proprietà del vescovo Pietro IV de Manieri, protomedico di Galeazzo II Visconti. Nel 1412 il duca di Milano Filippo Maria Visconti concesse di nuovo Santimento alla famiglia Arcelli.
Nel 1449 il castello era ancora di proprietà della famiglia Arcelli, alla quale venne poi sottratto nel 1482, quando il castello ritornò a far parte dei beni di proprietà della diocesi piacentina: il vescovo piacentino rivendicava il possesso del feudo locale sin dai tempi dello scambio di beni sotto la regia di Alberto Scotti; contemporaneamente la famiglia Arcelli si riconosceva investita del luogo per il quale pagava ogni anno due bracchi al duca di Milano. Quando il vescovo Fabrizio Marliani pagò la somma di 1 000 scudi d'oro al duca di Milano per garantirsi la proprietà del feudo Francesco Arcelli decise di assassinare il presule in occasione della messa della vigilia di Natale che sarebbe stata officiata nella cattedrale di Piacenza. Tuttavia il vescovo riuscì a scoprire anticipatamente il piano della famiglia Arcelli facendo arrestare i sicari, i quali sarebbero stati inviati a Milano e lì condannati a morte e denunciando gli Arcelli che furono quindi dichiarati decaduti dal feudo da parte del Senato di Milano. Appena entrato in possesso del maniero, il vescovo avviò una serie di interventi sul castello che doveva probabilmente trovarsi in condizioni di degrado.
Nonostante la famiglia Arcelli tentasse insistentemente di riottenere il feudo, il castello rimase sotto il controllo ecclesiastico fino alla seconda metà dell'Ottocento quando venne alienato per iniziativa del vescovo Giovanni Battista Scalabrini che reinvestì quanto ottenuto per l'acquisto di una villa a San Polo di Podenzano.

## Struttura
Edificato in laterizio, il castello è caratterizzato da una struttura rettangolare. L'edificio ha subito nel tempo diverse modifiche rispetto al progetto originale, tuttavia esso mantiene comunque diversi elementi presenti in origine, in special modo all'esterno, sulla facciata principale. AL contrario, gli interni hanno perso gran parte degli elementi che li caratterizzavano originariamente.
Tra le modifiche principali vi furono l'innalzamento del mastio a base quadrata che si innalza a filo della facciata principale, e della torre, posta di fianco ad esso, con funzione di pusterla dove era in origine presente un ingresso con ponte e ponticello levatoi posti a scavalco del fossato, ancora presente. Al di sopra degli incastri del ponte levatoio è presente una decorazione a fregio realizzata mediante mattoni posti a dente di sega.